# Otxandio
Otxandio – gmina w Hiszpanii, w prowincji Biskaja, w Kraju Basków, o powierzchni 12,42 km². W 2011 roku gmina liczyła 1302 mieszkańców.